# 153-й меридіан східної довготи
153-й меридіан східної довготи — лінія довготи, що лежить на 153 градуси східніше Гринвіцького меридіана. Вона проходить від Північного полюса через Північний Льодовитий океан, Азію, Тихий океан, Австралазію, Південний океан та Антарктиду до Південного полюса.
153-й меридіан східної довготи формує велике коло разом із 27-мим меридіаном західної довготи.

## Список географічних об'єктів, що перетинає 153° сх. д.
Починаючи на Північному полюсі та рухаючись до Південного полюса, 153-й меридіан східної довготи проходить через:
| Координати                                                   | Країна, територія або море | Примітки                                                                   |
| ------------------------------------------------------------ | -------------------------- | -------------------------------------------------------------------------- |
| 90°0′ пн. ш. 153°0′ сх. д. / 90.000° пн. ш. 153.000° сх. д.  | Північний Льодовитий океан |                                                                            |
| 76°56′ пн. ш. 153°0′ сх. д. / 76.933° пн. ш. 153.000° сх. д. | Східносибірське море       | Проходить східніше острова Жохова, Росія                                   |
| 70°49′ пн. ш. 153°0′ сх. д. / 70.817° пн. ш. 153.000° сх. д. | Росія                      |                                                                            |
| 59°3′ пн. ш. 153°0′ сх. д. / 59.050° пн. ш. 153.000° сх. д.  | Охотське море              |                                                                            |
| 47°46′ пн. ш. 153°0′ сх. д. / 47.767° пн. ш. 153.000° сх. д. | Росія                      | Проходить через острів Расшуа[ru], Курильські острови                      |
| 47°41′ пн. ш. 153°0′ сх. д. / 47.683° пн. ш. 153.000° сх. д. | Тихий океан                | Проходить західніше островів Танга[en], Папуа Нова Гвінея                  |
| 4°6′ пд. ш. 153°0′ сх. д. / 4.100° пд. ш. 153.000° сх. д.    | Папуа Нова Гвінея          | Проходить через Нову Ірландію                                              |
| 4°41′ пд. ш. 153°0′ сх. д. / 4.683° пд. ш. 153.000° сх. д.   | Соломонове море            |                                                                            |
| 9°9′ пд. ш. 153°0′ сх. д. / 9.150° пд. ш. 153.000° сх. д.    | Папуа Нова Гвінея          | Проходить через острів Вудларк[en]                                         |
| 9°10′ пд. ш. 153°0′ сх. д. / 9.167° пд. ш. 153.000° сх. д.   | Соломонове море            | Проходить східніше острова Місіма[en], Папуа Нова Гвінея                   |
| 11°9′ пд. ш. 153°0′ сх. д. / 11.150° пд. ш. 153.000° сх. д.  | Папуа Нова Гвінея          | Проходить через острів Пана-Віна[en]                                       |
| 11°37′ пд. ш. 153°0′ сх. д. / 11.617° пд. ш. 153.000° сх. д. | Коралове море              | Проходить через острови Коралового моря, Австралія                         |
| 25°26′ пд. ш. 153°0′ сх. д. / 25.433° пд. ш. 153.000° сх. д. | Австралія                  | Квінсленд — проходить через острів К'Гарі та Брисбен Новий Південний Уельс |
| 31°9′ пд. ш. 153°0′ сх. д. / 31.150° пд. ш. 153.000° сх. д.  | Тихий океан                |                                                                            |
| 60°0′ пд. ш. 153°0′ сх. д. / 60.000° пд. ш. 153.000° сх. д.  | Південний океан            |                                                                            |
| 68°26′ пд. ш. 153°0′ сх. д. / 68.433° пд. ш. 153.000° сх. д. | Антарктида                 | Проходить через Австралійську антарктичну територію (претендує Австралія)  |